# Alhaji Jeng
Alhaji Jeng (Banjul, 13 december 1981) is een Zweedse polsstokhoogspringer en acteur. Jeng is ook Zweeds recordhouder polsstokhoogspringen met 5,80 m. Deze prestatie behaalde hij in juni 2006 in Zjoekovski. Hij nam tweemaal deel aan de Olympische Spelen en won hierbij geen medailles.
Jeng kwam naar Zweden toen hij drie maanden oud was, maar behield zijn Gambiaanse nationaliteit tot zijn achttiende. Daarna verwierf hij de Zweedse nationaliteit. Hij is met 5,30 Gambiaans recordhouder polsstokhoogspringen. In 2003 won hij bij de Zweedse indoorkampioenschappen de zevenkamp voor atleten onder 23 jaar.
Alhaji Jeng werd in 2004 op het Europees indoorkampioenschap in Boedapest achtste bij het polsstokhoogspringen, maar won een jaar later op het WK indoor in Moskou op zijn specialiteit een zilveren medaille voor Zweden. Hij kwam er tot een hoogte van 5,70 achter de Amerikaan Brad Walker, die zich met een sprong van 5,80 het goud toe-eigende.
Op zowel het WK 2007 in Osaka als de Olympische Spelen van 2008 in Peking was zijn 5,55 niet voldoende om zich te plaatsen voor de finale. Op de Olympische Zomerspelen 2012 in Londen eindigde in de debacle. In de kwalificatieronde wist hij geen geldige sprong wist te produceren.

## Titels
- Zweeds kampioen (outdoor) - 2005, 2006, 2011
- Zweeds kampioen (indoor) - 2005, 2006, 2008

## Persoonlijke records
Outdoor
| Onderdeel            | Prestatie | Datum        | Plaats     |
| -------------------- | --------- | ------------ | ---------- |
| polsstokhoogspringen | 5,80 m    | 24 juni 2006 | Zjoekovski |

Indoor
| Onderdeel            | Prestatie | Datum            | Plaats   |
| -------------------- | --------- | ---------------- | -------- |
| polsstokhoogspringen | 5,80 m    | 12 februari 2006 | Donetsk  |
| zevenkamp            | 5668 p    | 9 maart 2003     | Göteborg |

## Palmares

### polsstokhoogspringen
- 2000: 8e WJK - 5,00 m
- 2005: 8e EK indoor - 5,50 m
- 2006:  WK indoor - 5,70 m
- 2006:  Europacup A (Praag) - 5,70 m
- 2008: 7e WK indoor - 5,70 m
- 2011: 5e Qatar Athletic Super Grand Prix - 5,40 m
- 2012: NM OS